# Сердцебиение вуду
«Сердцебиение вуду» (англ. Voodoo Heartbeat, ранее название: англ. The Sex Serum of Dr. Blake — Секс-сыворотка доктора Блейка) — американско-бельгийский эксплуатационный фильм ужасов 1972 года режиссёра Шарля Низе.

## Сюжет
Китайские агенты ищут сверхсекретную сыворотку для африканской молодёжи, которая, по слухам, находится в распоряжении правительства США. Их цель — заполучить сыворотку для вечного сохранения жизни китайского лидера Мао Цзэдуну. Американские учёные, перевозившие сыворотку, попадают в засаду китайцев, и в ходе борьбы рука доктора Блейка обливается жидкостью. Сыворотка сначала разъедает кровь Блейка быстрее, чем клетки его костного мозга успевают её восполнить. Чтобы остаться в живых, Блейк превращается в существо, похожее на вампира, и впадает в безумие. В итоге Блейка выслеживают и убивают после погони на скоростном катере. Его кожа начинает сморщиваться, и секрет вечной молодости умирает вместе с ним.

## В ролях
- Рэй Молина — доктор Блейк
- Филип Ан — Мао Цзэдун
- Стэн Мэсон — Инспектор Брэди

## Производство

### Съёмки
Съёмки фильма велись в городе Лас Вегас, Невада. Большая часть сцен снималась на базе студии «ATF Studios».

### Релиз
Впервые фильм дебютировал в 1970 году на Международном Каннском кинофестивале под названием «Секс-сыворотка доктора Блейка» (англ. The Sex Serum of Dr. Blake).
Премьера фильма в кинотеатрах состоялась 2 июля 1975 года в Лос-Анджелесе, Калифорния. В 1976 году фильм с оригинальным названием был повторно показан, получив рейтинг X от Американской ассоциации кинокомпаний.

## Дальнейшая судьба
Фильм считался утерянным, пока 22 сентября 2023 года дистрибьютор «Vinegar Syndrome» не анонсировал релиз бокс-сета «Lost Picture Show» на Blu-ray с 10 утерянными фильмами, в числе которых было «Сердцебиение вуду». 24 ноября 2023 года фильм был выпущен на Blu-ray.